# Моро, Альдо
А́льдо Ромео Луиджи Мо́ро (итал. Aldo Romeo Luigi Moro; 23 сентября 1916 года, Малье, Апулия, Королевство Италия — 9 мая 1978 года, Рим, Италия) — итальянский политический деятель, видный представитель христианской демократии и один из лидеров ХДП, в которой представлял левое крыло. Председатель Совета министров Италии в 1963—1968 и 1974—1976 годах, католик. Погиб в результате похищения, организованного леворадикальной террористической организацией «Красные бригады».
Деятельность представителя левого крыла Христианско-демократической партии Моро, протекавшая в разгар холодной войны, перманентных внутриполитических кризисов и разгула мафиозной преступности в Италии, характеризовалась новаторскими и гуманистическими инициативами, намного опередившими своё время, привлекала пристальное внимание не только итальянцев, но и противостоящих друг другу геополитических соперников — США и СССР. На момент убийства «Красными бригадами» в мае 1978 года председатель Национального совета Христианско-демократической партии Моро был одним из самых известных в мире политиков, в ходе формирования итальянского правительства впервые на Западе поддержал выдвинутую Энрико Берлингуэром идею «исторического компромисса» во власти между правоцентристскими христианскими демократами и коммунистами.
Согласно выводам исследователей проблем терроризма на Апеннинах, британской газеты Guardian, а также известного в Европе автора первого медиарасследования теракта, итальянского журналиста Мино Пекорелли, застреленного год спустя после Моро, к насильственному устранению экс-премьера и лидера Христианско-демократической партии, помимо политического криминалитета Италии, могли иметь отношение американские и советские спецслужбы.
Непосредственные участники расстрела Моро 9 мая 1978 года террористы Просперо Галлинари (1951—2013) и Марио Моретти (род. 1946) были приговорены к пожизненному лишению свободы, однако в конце 1990-х годов ввиду раскаяния условно-досрочно освобождены.

## Молодые годы

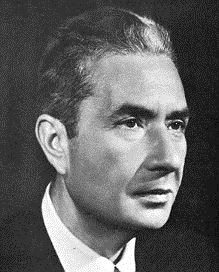
Начало карьеры

Альдо Моро родился 23 сентября 1916 года в городе Малье (область Апулия) в интеллигентной и религиозной семье школьного инспектора и учительницы начальных классов. Родители часто переезжали из одного города юга Италии в другой, некоторое время жили в Милане, затем вернулись в Апулию, в Таранто Моро окончил лицей Арчито. С юных лет был волонтёром в молодёжных католических организациях, лицеистом участвовал в работе финансируемых католической церковью молодёжных групп, таких как «Каттолике Джовенту Итальяна». В середине 1930-х семья обосновалась в Бари. В 1939 году окончил юридический факультет университета в Бари (ныне носит имя Альдо Моро), в годы учёбы вступил в университетскую Ассоциацию католических студентов (FUCI) и вскоре был избран её президентом. Сразу после получения диплома Моро переехал в Рим. В столице избран лидером общенационального движения «Федерация католических студентов». В возрасте 25 лет Моро стал профессором философии права, преподавателем юриспруденции университета в Бари, где, уже будучи известным политиком, продолжал читать лекции до 1963 года. Моро самостоятельно изучил немецкий язык, чтобы читать Шиллера на языке оригинала. В молодости пережил увлечение идеями социализма, однако под влиянием архиепископа остался в лоне христианской демократии. С юношескими исканиями глубоко верующего католика Моро, а также особой ролью итальянских коммунистов в развёрнутом на глазах Альдо сопротивлении фашизму на Апеннинах в годы Второй мировой войны связывают симпатии будущего премьер-министра к левым силам, которые он, несмотря на мировоззренческий барьер, сохранил до конца жизни. В 1942 году Моро был призван в армию, участвовал в боевых действиях. В качестве лидера Федерации католических студентов, единственной молодёжной организации, разрешённой при Муссолини, Моро после мобилизации сменил его товарищ Джулио Андреотти, который был на два с половиной года моложе Альдо.

## Политическая деятельность

### Депутат и вице-министр
Политическая карьера Альдо Моро началась ещё в период фашизма, когда королевством фактически правил Бенито Муссолини. В 1946 году Моро избран депутатом Учредительного собрания и стал членом «комиссии 75», разрабатывавшей проект республиканской конституции после референдума и отречения последнего итальянского монарха Умберто II. Моро стал вице-министром иностранных дел в пятом кабинете Альчиде Де Гаспери, сформированном 23 мая 1948 года, где внешнеполитическое ведомство возглавлял патриарх итальянской дипломатии Карло Сфорца. В июне 1948 года Де Гаспери подписал с США соглашение о распространении на Италию «плана Маршалла», приняв жёсткие американские условия. Несмотря на это, Моро выступал против курса своих непосредственных начальников Де Гаспери и Сфорцы на присоединение Италии к НАТО и был сторонником сотрудничества с левыми партиями. В правительстве Моро возглавлял Христианско-демократическую фракцию. В 1953 году 72-летний тяжело больной Де Гаспери завершил политическую карьеру, и место лидера христианских демократов следующие несколько лет оставалось вакантным: сразу не нашлось авторитетной фигуры, консолидирующей различные внутрипартийные группировки. В атмосфере соперничества и конкуренции внутри ХДП и произошло выдвижение Моро на лидерские позиции. Молодой политик не был прирождённым оратором и не обладал выдающейся харизмой. Популярность в рядах партии Моро принесли такие качества его характера как интеллигентность, сила убеждения, неизменное спокойствие и невозмутимость, личное обаяние, приветливость, умение выслушивать и понимать людей, сопереживать их проблемам и невзгодам.

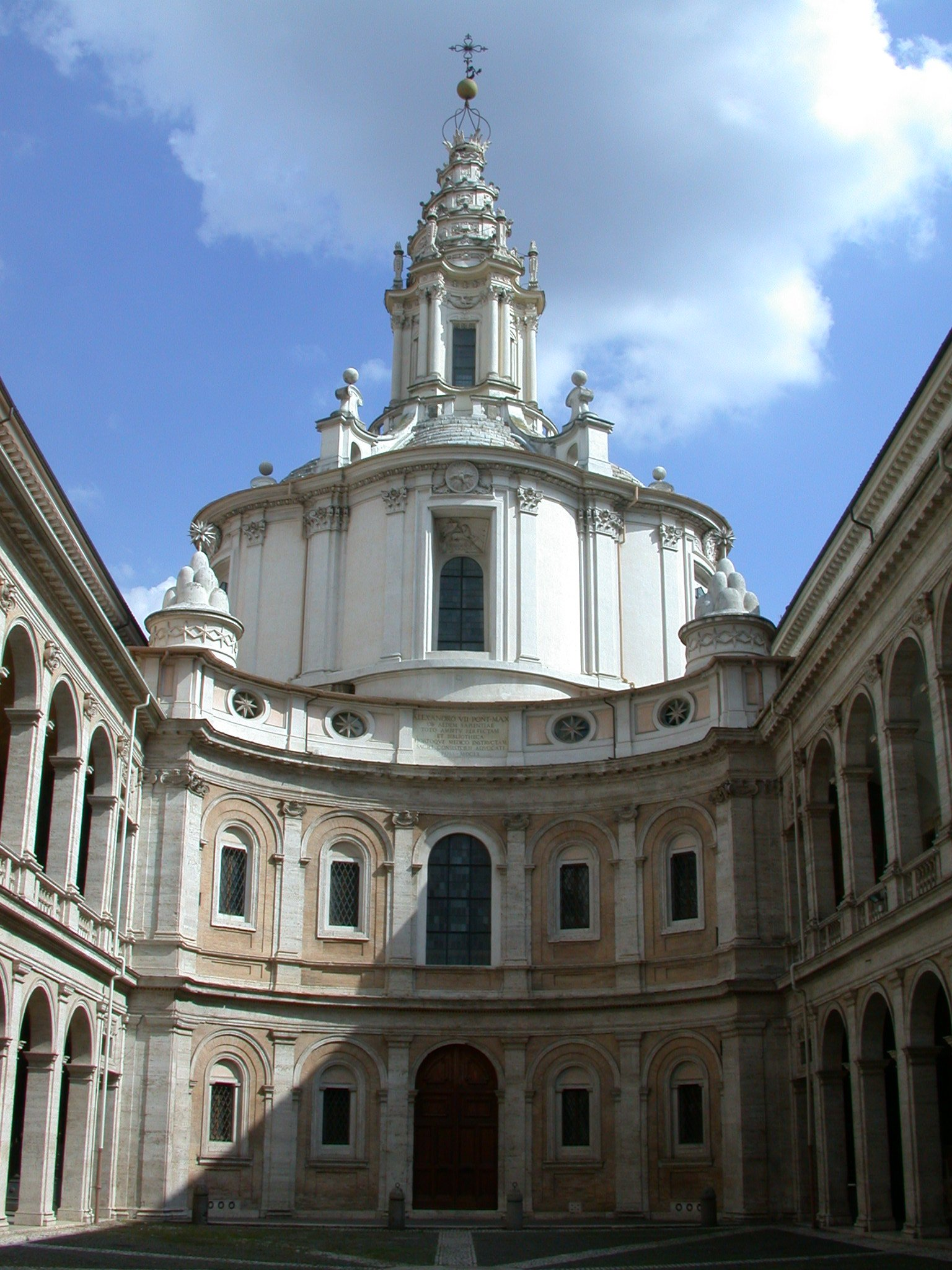
C 1963 года премьер-министр Италии Альдо Моро по совместительству читал лекции в римском университете Сапиенца

В 1953 году Моро вновь избрался депутатом парламента, а затем получил портфель министра юстиции в кабинете Антонио Сеньи. В этом качестве Моро лично проинспектировал тюрьмы в Италии, провёл разговоры по душам с тысячами заключённых. Полученные опытным путём знания помогли Моро составить план важных реформ в пенитенциарной системе страны. Пост министра просвещения в правительстве Адоне Дзоли — новый этап в карьере Моро. На этом посту он добивается закрепления гражданского образования в национальном учебном плане. Достижения Моро привели к росту его влияния в рядах христианских демократов. В октябре 1959 года на конгрессе ХДП его избирают национальным секретарём партии. Это выдвижение стало плодом компромисса между левым флангом ХДП, носителем христианско-социалистических взглядов, и правым флангом, опасавшимся усиления влияния левых. Балансируя между противоборствующими силами внутри ХДП, Моро пытался не допустить доминирования правых — приверженцев профашистских взглядов, но в то же время осадить тех левых, кто с сочувствием относился к коммунистам. Выступая на партийном конгрессе, Моро изложил свою концепцию, согласно которой для христианской демократии «первая обязанность состоит в том, чтобы сопротивляться коммунизму в каждом секторе: человеческом, моральном, политическом и социальном». Стратегически он видел будущее ХДП в формировании коалиции, которая была бы одновременно и антикоммунистической, и антифашистской. Эта идея получила поддержку значительной части активистов ХДП. Подобной тактики Моро придерживался и в парламенте. Под его началом христианские демократы начали переговоры с Социалистической партией, получив заверения её лидера Пьетро Ненни в том, что тот порвал с коммунистами. Альянс ХДП и ИСП позволил Моро в 1963 году, впервые став премьером, сформировать левоцентристское правительство. В 1963 году, после 20 лет преподавательской деятельности в университете Бари, Моро получил приглашение в римский университет Сапиенца, где продолжил по совместительству с работой Председателем Совета министров читать студентам курс уголовного права и процессуального кодекса.

### Во главе правительства и МИД Италии
Первый левоцентристский кабинет Альдо Моро был сформирован в 1963 году с участием социалистов. Главная цель идеи Моро заключалась в том, чтобы расширить демократическую основу правительства. По убеждению Моро, кабинет министров должен выражать волю максимально возможного числа избирателей и политических сил. При этом Христианско-демократическая партия рассматривалась Моро как главная точка опоры коалиции, на которую и должен быть перенесён центр тяжести всей политической конструкции. Процесс сближения христианских демократов с социалистами имел ряд специфических трудностей. Они состояли в конвергенции религиозности и светскости, в том, как соединить христианские ценности ХДП с ценностями либерализма, как заинтересовать и объединить новые для ХДП ключевые социальные группы (молодёжь, женщин, рабочих), не потеряв при этом традиционную социальную базу партии, как сделать для всех привлекательной новую демократическую систему в Италии. Существенным аспектом было включение в демократическую систему ценностей тех групп населения, которые ещё недавно поддерживали фашизм. Осуществить эту масштабную программу Моро смог ценой некоторого снижения своей популярности, прежде всего на правом фланге ХДП: в буржуазной и клерикальной среде многие провозглашённые Моро приоритеты воспринимались как спорные и даже неприемлемые. Внутри партии Моро критиковали, с одной стороны, за склонность к компромиссам с политическими оппонентами, с другой стороны — за авторитарные методы партийного руководства. За пять лет, с 1963 по 1968 год, сменилось три правительственных кабинета Моро. Политику требовалась неизбежная передышка. После ухода с поста премьер-министра, Моро с 1969 по 1974 год был министром иностранных дел в правительствах Мариано Румора, Эмилио Коломбо и Джулио Андреотти. Осенью 1974 года Моро вновь возглавил кабинет министров. Последнее, пятое правительство Моро, просуществовало менее чем полгода и состояло исключительно из христианских демократов. Оно ушло в отставку, поскольку не получило вотума доверия в парламенте Италии при обсуждении острополемичного в католической стране закона о праве на аборт. Преемником Моро на посту премьера стал его однопартиец и товарищ со студенческих лет Джулио Андреотти, однако на идеологию и кадровую политику ХДП по-прежнему сильное влияние оказывал лидер партии Моро.
Среди неординарных внешнеполитических инициатив Моро в 1960-е годы упоминалась неформальная договорённость с палестинскими боевиками не устраивать в Италии террористические акты в обмен на беспрепятственное передвижение по стране.
Альдо Моро возглавлял 5 кабинетов:
- левоцентристский кабинет (4 декабря 1963 — 23 июля 1964);
- кабинет христианских демократов (23 июля 1964 — 23 февраля 1966);
- кабинет христианских демократов (23 февраля 1966 — 24 июня 1968)
- кабинет христианских демократов (23 ноября 1974 — 10 февраля 1976),
- кабинет христианских демократов (10 февраля — 29 июля 1976).

### Моро и отношения с СССР
При премьере Моро после длительного периода охлаждения, вызванного тесной интеграцией Италии с НАТО, получили развитие советско-итальянские отношения. В период третьего премьерства, в апреле 1966 года, состоялся первый официальный визит в Италию министра иностранных дел СССР Андрея Громыко. С ним Моро встретился лично, в ходе переговоров и неформальных бесед сторонам удалось сблизить позиции по ряду международных проблем, связанных с противостоянием военно-политических блоков, развитием двустороннего сотрудничества.
Непросто сложились отношения Моро с советским руководителем Леонидом Брежневым. В августе 1964 года, когда на отдыхе в Крыму скоропостижно скончался лидер итальянских коммунистов Пальмиро Тольятти, премьер-министр Моро выделил военный самолёт для доставки несколькими рейсами членов ЦК Итальянской компартии в СССР. Гроб с телом Тольятти в Италию сопровождала советская партийная делегация во главе с Брежневым, которому спустя два месяца предстояло стать первым лицом в СССР. После похорон Тольятти, состоявшихся 25 августа, Леонид Ильич пожелал встретиться в Риме с Моро. Как полагают мемуаристы, Брежнев хотел произвести на респектабельного итальянского премьера благоприятное впечатление для того, чтобы после надвигающейся отставки Хрущёва видный европейский политик мог положительно отрекомендовать нового руководителя СССР на Западе. Однако Моро, опасаясь быть вовлечённым в шумную пропагандистскую акцию (в которую превратились похороны вожака ИКП), воспользовался тем, что Брежнев прибыл во главе партийной, а не государственной делегации, и, не нарушая дипломатический протокол, уклонился от встречи, объяснив её невозможность своим отъездом из Рима. Спустя шесть дней, 31 августа, в Москву было отправлено письмо с извинениями Моро перед Брежневым, которое итальянское посольство передало адресату только 12 сентября. 14 октября Брежнев стал первым секретарём ЦК КПСС. И когда в июле 1971 года Моро в качестве министра иностранных дел Италии прибыл с официальным визитом в СССР, то уже в Москве первое лицо отказалось принять итальянского гостя, сославшись на отсутствие в столице. В ходе визита Моро посетил Москву и Ленинград, побывал на Пискарёвском мемориальном кладбище. Единственная встреча Брежнева и Моро состоялась 25 июля 1974 года во время его второго и последнего визита в СССР, по случаю 50-летия установления дипломатических отношений между СССР и Италией. Сохранились свидетельства, что встреча состоялась в Кремле после настоятельных просьб итальянской стороны поздно вечером и прошла в формальной, прохладной атмосфере. Сам Брежнев, будучи советским лидером, за 18 лет ни разу не посещал Италию; по предположению историков, он так и не изжил обиду на Моро.
В 1975 году при премьер-министре Моро подписана советско-итальянская декларация, где зафиксировано стремление к развитию дружественных отношений между Италией и СССР.

### «Исторический компромисс»
«В конечном итоге, — писал итальянский еженедельник «Эпока», — не так уж трудно понять постоянную враждебность по отношению к нему правых: именно Моро открыл дорогу социалистам в 1962 году и начал делать то же самое по отношению к коммунистам 16 лет спустя… Для экстремистов справа и слева он был самым неудобным из итальянских политических деятелей».

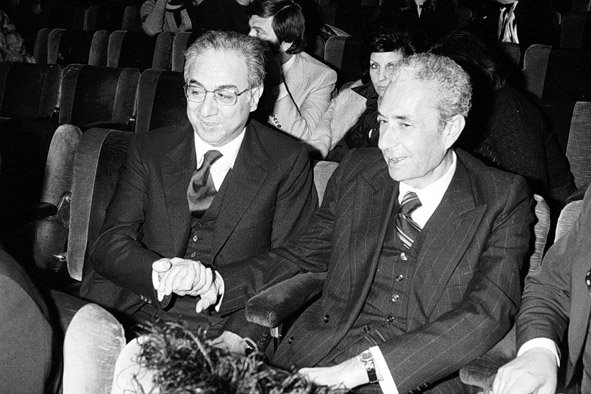
Франческо Коссига (слева) был одним из тех, кто весной 1978 года наотрез отказался вести переговоры о вызволении Альдо Моро (справа). 1970-е годы

Во второй половине 1970-х годов Альдо Моро стал автором проекта, получившего в мировой политологии название «исторический компромисс» (итал. Compromesso Storico). Смысл его заключался в том, что итальянские коммунисты в силу своего успеха на выборах теперь должны получить представительство и в правительстве. Это был беспрецедентный шаг на Западе, так как в Италии (а также в других странах НАТО) коммунисты отсутствовали в правительстве с конца 1940-х годов. Последний раз итальянские коммунисты находились в составе третьего кабинета Альчиде де Гаспери, распущенного в мае 1947 года. Вывод коммунистов из правительств во всех странах Западной Европы был обязательным условием предоставления американской помощи по плану Маршалла.
В 1976 году итальянские коммунисты, возглавляемые Энрико Берлингуэром (с которым Моро поддерживал диалог), получили на выборах в парламент треть голосов, отстав от правящей Христианско-демократической партии только на 3 %. Лидер христианских демократов Моро счёл, что в этих обстоятельствах нельзя далее игнорировать доселе невиданный успех итальянской компартии. 13 апреля 1977 года во Флоренции Моро в публичной речи заявил, что необходима «более широкая конвергенция между ХДП и другими партиями конституционного блока, включая коммунистов». Им был поддержан отстаивавшийся Берлингуэром по крайней мере с 1973 года так называемый «исторический компромисс», суть которого состояла во включении итальянских коммунистов в правительство (итал. Centro-Sinistra). Эта примиренческая идея, выглядевшая логично, благородно и очень по-христиански, в результате породила грандиозный раскол. «Исторический компромисс» Моро повлёк неприятие как в Италии, так и за рубежом — в США и Советском Союзе.
У консервативных кругов христианских демократов, а тем более у других итальянских правых, идея включения коммунистов в правительство вызвала идеологическое отторжение. Тем не менее, несмотря на жёсткое сопротивление внутри ХДП, Моро за счёт своего авторитета и настойчивости убедил однопартийцев поддержать включение коммунистов в состав правительственного большинства христианских демократов, в результате чего представитель ИКП Пьетро Инграо стал председателем Палаты депутатов, а парламентская фракция компартии начала поддерживать выдвигаемые ХДП законопроекты. Левые радикалы в Италии возмутились, что коммунисты идут на сговор с правящей партией буржуазии. В США посчитали, что недопустимая инициатива Моро дискредитирует политику правительства, а коалиция с левыми угрожает тесному военно-политическому альянсу Италии с НАТО. США на полном серьёзе воспринимали угрозу масштабного наступления «еврокоммунизма», выхода Италии из НАТО, что было чревато потерей доступа блока к средиземноморским портам. Кроме того, в Вашингтоне опасались, что участие коммунистов в заседаниях итальянского кабинета даст им возможность получать секретную информацию о стратегических военных планах НАТО, а затем передавать её агентам советских спецслужб (через которых, как было известно американской разведке, осуществлялось софинансирование КПСС Итальянской компартии). В Советском Союзе, где итальянские коммунисты проходили по разряду вольнодумствующих диссидентов, тоже были недовольны перспективой участия коммунистов в одном правительстве с «империалистическими силами». В Кремле участие итальянских коммунистов в кабинете, сформированном ХДП, рассматривали как риск выхода одной из крупнейших западных компартий из-под влияния КПСС. Фигура христианского демократа Моро, ставшего в тот момент одним из самых обсуждаемых в мире политиков, приобрела массу недоброжелателей как в Италии, так и вне её, как на Западе, так и на Востоке. Наиболее трагичным по последствиям стал тот факт, что Альдо Моро оказался на прицеле и у экстремистов.

## Похищение и убийство
16 марта 1978 года в Риме Альдо Моро похитили террористы из «Красных бригад». Террористы потребовали за его освобождение освобождения 13 своих товарищей во главе с основателем группировки Ренато Курчо. Правительство Италии после долгих споров и колебаний отказалось вести переговоры с террористами, после чего 9 мая 1978 года террористы убили своего заложника.
На задержание почти сотни преступников и расследование дела у правоохранительных органов Италии ушло четыре года. Разгром группировки «бригадиров», которые после убийств Моро и профсоюзного вожака Гвидо Росса в 1979 году стали стремительно терять популярность в рабочей среде, был завершён под руководством генерала корпуса карабинеров Далла Кьезы. В ходе суда, состоявшегося в 1982 году, была установлена ответственность «Красных бригад» за похищение и убийство Альдо Моро. 32 обвиняемых по делу Моро «бригадиров», в том числе главари Просперо Галлинари (1951—2013) и Марио Моретти (род. 1946), были осуждены пожизненно, а ещё 63 террориста были приговорены к длительным срокам заключения.

## Память

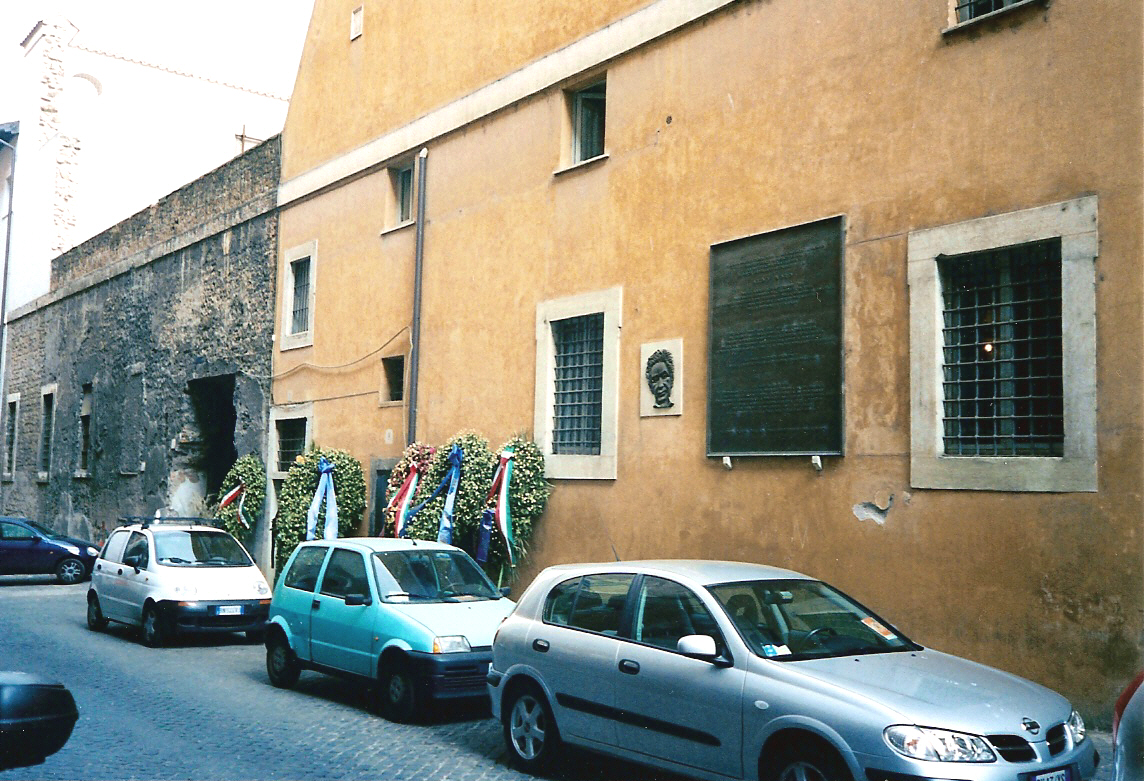
Мемориальная доска в память об Альдо Моро в месте обнаружения его тела на виа Каэтани

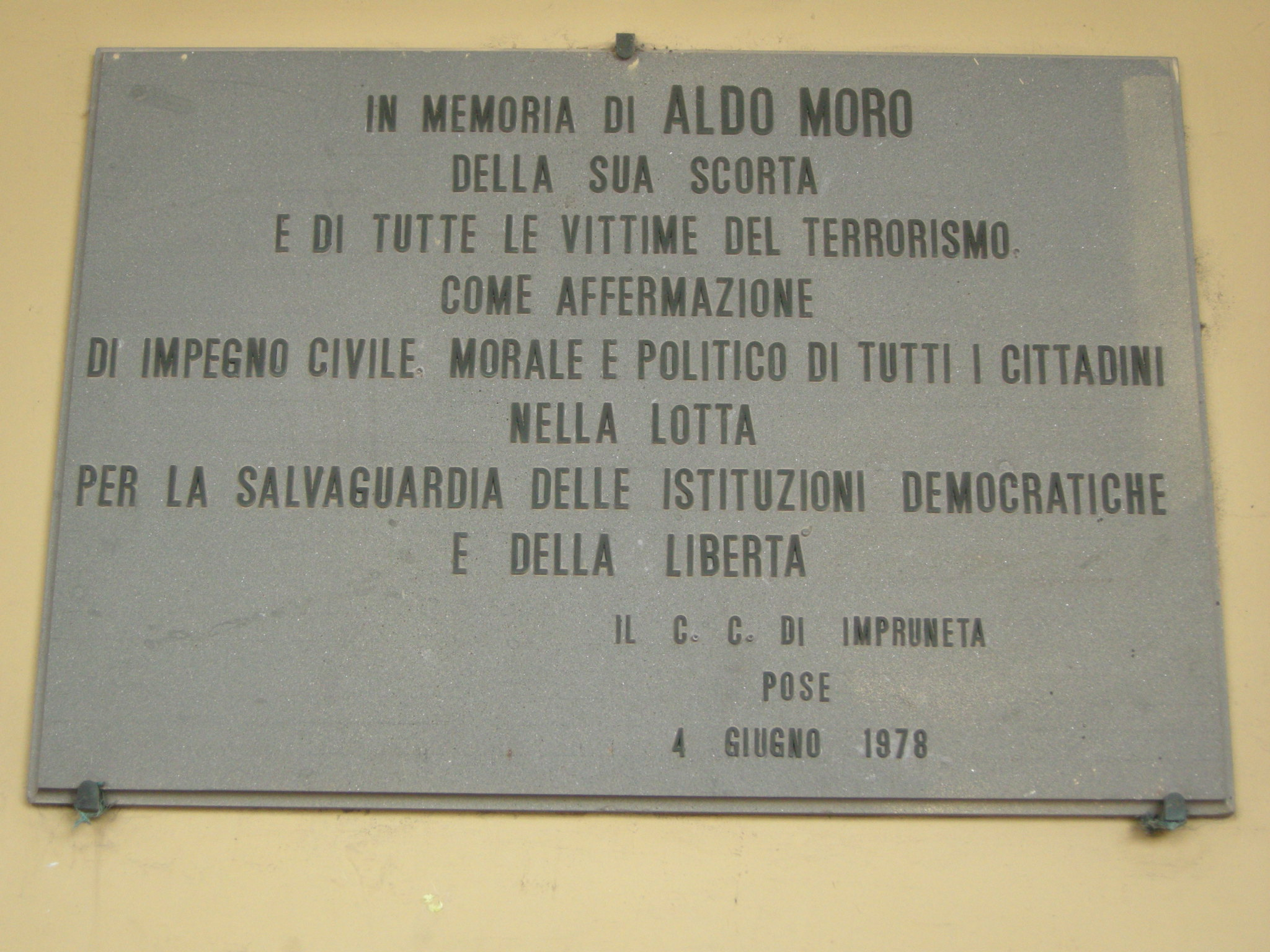
Памятная доска на здании муниципалитета

Альдо Моро похоронен в маленьком городке Торрита-Тиберина в 20 км к северу от Рима. В этом тихом живописном местечке, с трёх сторон окружённом Тибром, Моро любил отдыхать. В последний путь, согласно завещанию политика, его провожали только члены семьи. Уже после похорон, 13 мая 1978 года, папа Павел VI провёл в Риме торжественное богослужение в память о Моро, в котором приняли участие итальянские политические деятели и друзья, велась трансляция по общенациональному телевидению.
Место обнаружения тела Альдо Моро на виа Каэтани отмечено памятной доской и традиционно привлекает внимание итальянцев и зарубежных туристов. Сюда в память об убитом премьер-министре каждый год, в марте и мае, приносят цветы. В 2003 году, к 25-летию трагического события, на улице Каэтани были возложены венки от правительства Италии.

## Кинематограф
- Дело Моро / Il Caso Moro (1986)
- Год оружия / Year of the gun (1991)
- Здравствуй, ночь / Buongiorno, notte (2003)
- Площадь пяти лун / Five Moons Square (2004)
- Президент – Альдо Моро / Aldo Moro — Il presidente (2008)
- Изумительный / Il Divo (2008)